# جان ابتروپ
جان ابتروپ (انگلیسی: John Abthorpe) بازیکن فوتبال اهل انگلستان بود.